# جو آن
جو آن هي ممثلة كورية جنوبية، ولدت في 14 نوفمبر 1982 بتشونغجو في كوريا الجنوبية.

## وصلات خارجية
- جو آن على موقع IMDb (الإنجليزية)
- جو آن على موقع قاعدة بيانات الفيلم (الإنجليزية)